# Palliduphantes longiscapus
Palliduphantes longiscapus là một loài nhện trong họ Linyphiidae.
Loài này thuộc chi Palliduphantes. Palliduphantes longiscapus được Jörg Wunderlich miêu tả năm 1987.